# La Trahison des Images
La Trahison des Images là một bức tranh năm 1929 của họa sĩ thuộc trường phái siêu thực René Magritte. Nó còn có tên khác là Ceci n'est pas une pipe và The Wind and the Song. Magritte hoàn thành tác phẩm khi ông 30 tuổi. Hiện nay, nó được trưng bày tại Bảo tàng Nghệ thuật Hạt Los Angeles.
Bức tranh thể hiện một tẩu thuốc. Tuy nhiên, bên dưới, Magritte lại đề chữ, "Ceci n'est pas une pipe " (Đây không phải là tẩu thuốc).
Chủ đề của các tẩu thuốc với dòng chữ "Ceci n'est pas une pipe" được đề cập nhiều trong các tác phẩm khác nhau như Les Mots et Les Images, La Clé des Songes, Ceci n'est pas une pipe (L'air et la chanson), The Tune and Also the Words, Ceci n'est pas une pomme, và Les Deux Mystères.

## Trong văn hóa đại chúng
Bức tranh được in trên áo phông và xuất hiện trong cuốn tiểu thuyết bán chạy nhất của New York Times năm 2012 của John Green và bộ phim chuyển thể năm 2014 sau đó, The Fault in Our Stars 